# Distretto di Akşehir
Il distretto di Akşehir (in turco Akşehir ilçesi) è un distretto della provincia di Konya, in Turchia.

## Amministrazioni
Al distretto appartengono 12 comuni e 23 villaggi.

### Comuni
| - Akşehir (centro) - Adsız - Altuntaş - Çakıllar - Doğrugöz - Engilli | - Gölçayır - Karahüyük - Ortaköy - Reis - Söğütlü - Yazla |

### Villaggi
| - Alanyurt - Bozlağan - Cankurtaran - Çamlı - Çimendere - Değirmenköy - Gedil - Gözpınarı - Ilıcak - Karabulut - Ortaca - Sarayköy | - Savaş - Sorkun - Söğütlü - Tekke - Tipiköy - Ulupınar - Üçhüyük - Yaşarlar - Yaylabelen - Yeniköy - Yeşilköy |